# آپولیپوپروتئین ئی
آپولیپوپروتئین ایی (انگلیسی: Apolipoprotein E) یا (APOE) پروتئینی است که در متابولیسم چربی‌ها در بدن نقش دارد. این پروتئین در بیماری آلزایمر و بیماری‌های قلبی عروقی دخیل است.
APOE متعلق به خانواده‌ای از پروتئین‌های چربی به نام آپولیپوپروتئین‌ها است. APOE به‌طور قابل‌توجهی با گیرندهٔ لیپوپروتئین با چگالی کم (LDL)، که برای پردازش طبیعی (کاتابولیسم) لیپوپروتئین‌های غنی از تری گلیسیرید ضروری است، ارتباط متقابل دارد. در بافت‌های محیطی، APOE در درجه اول توسط کبد و ماکروفاژها تولید می‌شود و متابولیسم کلسترول را واسطه می‌کند. در سیستم عصبی مرکزی، APOE به‌طور عمده توسط آستروسیت‌ها تولید می‌شود و کلسترول را به سلول‌های عصبی از طریق گیرنده‌های APOE منتقل می‌کند، که عضو آن هستند. خانواده ژن گیرندهٔ لیپوپروتئین با چگالی کم است. APOE حامل اصلی کلسترول در مغز است. APOE به‌عنوان مهارکننده مسیر کامل کلاسیک با تشکیل پیچیده با فعالیت C1q است.